# 에이미 데이비드슨
에이미 데이비드슨(Amy Davidson, 1979년 9월 15일 ~ )은 미국의 배우이다.

## 출연 작품

### 텔레비전
- 저징 에이미 (2001)
- So Little Time (2001-02)
- 아빠는 연애코치 (2002-05)
- 펑크드 (2004) - 본인
- 브랜디와 미스터 위스커스 (2005) - 목소리
- 말콤네 좀 말려줘 (2006)
- CSI: 뉴욕 (2007)
- 크리미널 마인드 (2009)
- 고스트 위스퍼러 (2009)
- CSI: 과학수사대 (2011)
- 하우스 (2012)
- 본즈 (2014)
- 베터 콜 사울 (2015)
- 헬's 키친 (2015) - 본인
- 루키 (2019)
- 올 라이즈 (2021)

### 영화
- Netherbeast Incorporated (2007)
- 배틀 스카스 (2015, Battle Scars)